# Bromma, Ystads kommun
Bomma är kyrkbyn i Bromma socken i Ystads kommun i Skåne belägen vid riksväg 13 norr om Ystad.
Här ligger Bromma kyrka.